# アンソニー・ペロシュ
アンソニー・ペロシュ（Anthony Perosh、1972年5月10日 - ）は、オーストラリアニューサウスウェールズ州シドニー出身の男性総合格闘家。シノシック・ペロシュ・マーシャルアーツ所属。ブラジリアン柔術黒帯。

## 来歴
25歳からカーロス・マチャドの下でブラジリアン柔術を学び、世界柔術選手権では銅メダルを2度獲得した。2003年に総合格闘技デビュー。

### UFC
2006年7月8日、UFC初参戦となったUFC 61でジェフ・モンソンと対戦し、パウンドでTKO負けを喫した。
2006年12月30日、UFC 66でクリスチャン・ウェリッシュと対戦し、0-3の判定負け。2連敗となりUFCからリリースされた。

### UFC復帰
2010年2月20日、3年2か月ぶりのUFC参戦となったUFC 110でミルコ・クロコップと対戦し、ドクターストップでTKO負けを喫した。
2011年2月27日、ライトヘビー級転向初戦となったUFC 127でトム・ブラックレッジと対戦し、チョークスリーパーで一本勝ちを収めた。
2013年8月3日、UFC 163でヴィニシウス・マガリャエスと対戦し、パウンドでKO勝ち。ノックアウト・オブ・ザ・ナイトを受賞した。
2013年12月6日、UFC Fight Night: Hunt vs. Bigfootでライアン・ベイダーと対戦し、0-3の判定負けを喫した。
2016年1月25日、ジム経営に専念するため引退を表明した。

## 戦績

### 総合格闘技
| 総合格闘技 戦績 | 総合格闘技 戦績 | 総合格闘技 戦績 | 総合格闘技 戦績 | 総合格闘技 戦績 | 総合格闘技 戦績 | 総合格闘技 戦績 |
| --------------- | --------------- | --------------- | --------------- | --------------- | --------------- | --------------- |
| 25 試合         | (T)KO           | 一本            | 判定            | その他          | 引き分け        | 無効試合        |
| 15 勝           | 5               | 10              | 0               | 0               | 0               | 0               |
| 10 敗           | 7               | 0               | 3               | 0               | 0               | 0               |

| 勝敗 | 対戦相手                       | 試合結果                            | 大会名                                                                        | 開催年月日     |
| ×    | ジャン・ヴィランテ             | 1R 2:56 KO（右ストレート）          | UFC 193: Rousey vs. Holm                                                      | 2015年11月14日 |
| ×    | ショーン・オコンネル           | 1R 0:56 TKO（スタンドパンチ連打）   | UFC Fight Night: Miocic vs. Hunt                                              | 2015年5月10日  |
| ○    | グトー・イノセンチ             | 1R 3:46 リアネイキドチョーク        | UFC Fight Night: Rockhold vs. Bisping                                         | 2014年11月8日  |
| ×    | ライアン・ベイダー             | 5分3R終了 判定0-3                   | UFC Fight Night: Hunt vs. Bigfoot                                             | 2013年12月6日  |
| ○    | ヴィニシウス・マガリャエス     | 1R 0:14 KO（右ストレート→パウンド） | UFC 163: Aldo vs. Korean Zombie                                               | 2013年8月3日   |
| ×    | ライアン・ジモー               | 1R 0:07 KO（右ストレート）          | UFC 149: Faber vs. Barao                                                      | 2012年7月21日  |
| ○    | ニック・ペナー                 | 1R 4:59 TKO（パウンド）             | UFC on FX 2: Alves vs. Kampmann                                               | 2012年3月3日   |
| ○    | シリル・ディアバテ             | 2R 3:09 リアネイキドチョーク        | UFC 138: Leben vs. Munoz                                                      | 2011年11月5日  |
| ○    | トム・ブラックレッジ           | 1R 2:45 リアネイキドチョーク        | UFC 127: Penn vs. Fitch                                                       | 2011年2月27日  |
| ×    | ミルコ・クロコップ             | 2R終了時 TKO（ドクターストップ）    | UFC 110: Nogueira vs. Velasquez                                               | 2010年2月20日  |
| ○    | キム・ロビンソン               | 1R TKO（パンチ連打）                | Rize 3: Ascension                                                             | 2009年11月8日  |
| ×    | ジェームス・テフナ             | 1R 2:21 KO（パンチ連打）            | CFC 10: Light Heavyweight Grand Prix Finals 【ライトヘビー級グランプリ 決勝】 | 2009年8月21日  |
| ○    | デビッド・フレンディン         | 1R 2:45 ギブアップ（膝蹴り）        | CFC 9: Fighters Paradise 【ライトヘビー級グランプリ 準決勝】                  | 2009年7月11日  |
| ○    | ネイト・キャリー               | 1R 4:16 TKO（パンチ連打）           | CFC 8: Light Heavyweight Grand Prix 【ライトヘビー級グランプリ 1回戦】        | 2009年5月22日  |
| ○    | ブライアン・ハーパー           | 2R 4:04 リアネイキドチョーク        | CFC 6: Eliminator                                                             | 2008年11月7日  |
| ×    | モイス・リンボン               | 1R 4:11 KO（膝蹴り）                | Cage Fighting Championships 3                                                 | 2008年2月15日  |
| ○    | カルロ・ラトレ                 | 1R 4:31 TKO（パンチ連打）           | Cage Fighting Championships 2                                                 | 2007年11月23日 |
| ×    | クリスチャン・ウェリッシュ     | 5分3R終了 判定0-3                   | UFC 66: Liddell vs. Ortiz 2                                                   | 2006年12月30日 |
| ×    | ジェフ・モンソン               | 1R 2:42 TKO（パウンド）             | UFC 61: Bitter Rivals                                                         | 2006年7月8日   |
| ○    | ロス・ダロー                   | 1R 2:25 リアネイキドチョーク        | Warriors Realm 5                                                              | 2006年2月25日  |
| ○    | マット・"ザ・ツイン・タイガー" | 1R 3:43 肩固め                      | Spartan Reality Fight 10                                                      | 2004年7月31日  |
| ×    | サム・ネスト                   | 5分3R終了 判定0-3                   | Shooto Australia: NHB                                                         | 2004年5月20日  |
| ○    | デビッド・フレンディン         | 1R 2:26 チョーク                    | Spartan Reality Fight 8                                                       | 2003年11月29日 |
| ○    | マル・"ザ・ツイン・タイガー"   | 1R 3:31 ギブアップ（パンチ連打）    | Spartan Reality Fight 8                                                       | 2003年11月29日 |
| ○    | アビ・ハムリン                 | 1R 1:13 リアネイキドチョーク        | Spartan Reality Fight 8                                                       | 2003年11月29日 |

### グラップリング
| 勝敗 | 対戦相手                         | 試合結果           | 大会名                         | 開催年月日    |
| ×    | マーシオ・"ペジパーノ"・クルーズ | ポイント           | ADCC 2009 【99kg未満級 1回戦】 | 2009年9月26日 |
| ×    | クリスチアーノ・ラザリニ         | ポイント           | ADCC 2007 【99kg未満級 1回戦】 | 2007年5月5日  |
| ×    | ロバート・ドリスデール           | チョークスリーパー | ADCC 2005 【99kg未満級 1回戦】 | 2005年5月28日 |
| ×    | ロジャー・ネフ                   | ポイント0-3        | ADCC 2001 【99kg以上級 1回戦】 | 2001年4月11日 |

## 獲得タイトル
- SRFヘビー級王座（2004年）
- ADCC 2005オーストラリア予選 99kg未満級 優勝（2005年）
- ADCC 2007南太平洋予選 99kg未満級 優勝（2007年）
- ADCC 2009南太平洋予選 99kg未満級 優勝（2009年）

## 表彰
- UFC ノックアウト・オブ・ザ・ナイト（1回）